# Aílton
Aílton, właśc. Aílton Gonçalves da Silva (ur. 19 lipca 1973 w Mogeiro) – brazylijski piłkarz występujący na pozycji napastnika.

## Kariera
Aílton seniorską karierę rozpoczynał w 1993 roku w klubie Ypiranga FC. Następnie grał w ekipach SC Internacional, Mogi Mirim, Santa Cruz oraz Guarani FC. W 1997 roku do meksykańskiego Tigres. Spędził tam rok. W 1998 roku wyjechał do Niemiec, gdzie został graczem Werderu Brema. W Bundeslidze zadebiutował 17 października 1998 roku w przegranym 2:3 pojedynku z SC Freiburg, w którym strzelił także gola. W 1999 roku zdobył z zespołem Puchar Niemiec. W 2003 roku zajął 3. miejsce w klasyfikacji strzelców Bundesligi, a rok później został jej królem strzelców z 28 bramkami na koncie. W 2004 roku zdobył również mistrzostwo Niemiec oraz Puchar Niemiec. Został także wybrany Piłkarzem Roku w Niemczech.
W 2004 roku Aílton odszedł do innego pierwszoligowego klubu, FC Schalke 04. Pierwszy ligowy mecz zaliczył tam 6 sierpnia 2004 roku przeciwko Werderowi Brema (0:1). W Schalke przez rok rozegrał 29 spotkań i zdobył 14 bramek.
W 2005 roku za 3,5 miliona euro został sprzedany do tureckiego Beşiktaşu JK. W Süper Lig zadebiutował 14 sierpnia 2005 roku w wygranym 2:0 spotkaniu z Denizlisporem, w którym zdobył także bramkę. W styczniu 2006 roku został wypożyczony do niemieckiego Hamburgera SV. Spędził tam pół roku.
W połowie 2006 roku Aílton trafił do serbskiej Crvenej zvezdy. W lutym 2007 roku wypożyczono go do szwajcarskiego Grasshoppers. W Axpo Super League pierwszy występ zanotował 24 lutego 2007 roku pojedynku z FC Aarau (1:0), w którym strzelił także bramkę. Latem 2007 roku wrócił do Niemiec, gdzie podpisał kontrakt z Duisburgiem grającym w 2. Bundeslidze.
W lutym 2008 roku przeszedł do ukraińskiego Metałurha Donieck. W lipcu tego samego roku został wypożyczony do austriackiego SCR Altach. W styczniu 2009 roku powrócił do Brazylii, gdzie został graczem zespołu Campinense. W marcu 2009 roku wyjechał grać w chińskim Chongqing Lifan. W grudniu 2009 roku ponownie trafił do Niemiec, gdzie występował w ekipie KFC Uerdingen 05 z Niederrheinligi, a w lipcu 2010 roku przeniósł się do FC Oberneuland z Regionalligi Nord. W styczniu 2011 roku Aílton odszedł z tego klubu.
Następnie grał w brazylijskim Rio Branco EC, a w czerwcu 2012 roku został zawodnikiem niemieckiej drużyny Hassia Bingen z Verbandsligi Südwest, stanowiącej szósty poziom rozgrywek. W 2013 roku zakończył tam karierę.